# Rio Zayandeh
O Rio Zayandeh (em persa: Zayandeh Rud) é o maior rio na região central do Irã, na província de Ispaã. O Zayandeh começa na Cordilheira de Zagros e atravessa 400 km dirigindo-se para leste antes de terminar no pântano Gavkhouni, um importante lago salgado, ao sul da cidade de Ispaã. O Zayandeh tem diversas pontes da dinastia safávida, assim como muitos parques.

## Pontes

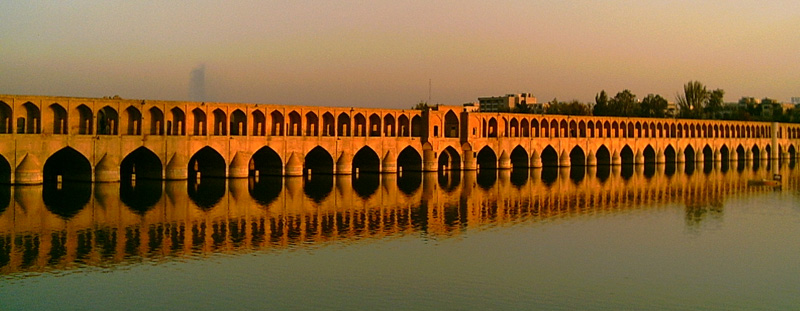
A Ponte Si-o-se Pol sobre o rio foi construída no auge do Império Safávida (1502-1722)

O Rio Zayandeh tem muitas pontes, ora novas ora velhas (chamadas de pol), que foram construídas para atravessar seu leito. A mais velha, Shahrestan, construída no século V a.C., continua a ser usada por pedestres como o principal acesso a Sharestan, uma vila da região.
| - Marnan, construída em 1599 (para pedestres) - Ponte Vahid, construída em 1976 - Ponte Falezi, construída em 1950 - Ponte Azar, construída em 1976 - Si-o-se Pol, construída em 1632 (para pedestres) - Ferdosi, construída em 1980 | - Choobi (Joui), construída no século XVI (para pedestres) - Khaju, construída em 1650 (para pedestres) - Bozorgmer, construída em 1970 - Ponte Ghadir, construída em 2000 - Shahrestan, construída no século XI (as fundações retomam ao século V a.C.) (para pedestres) |

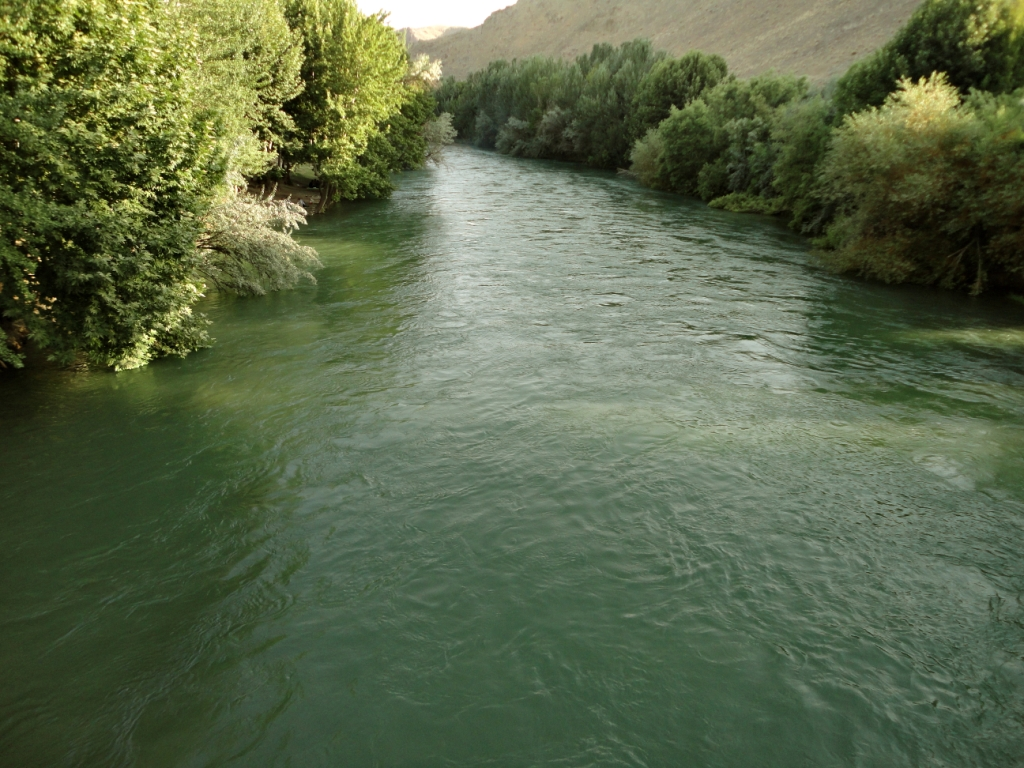
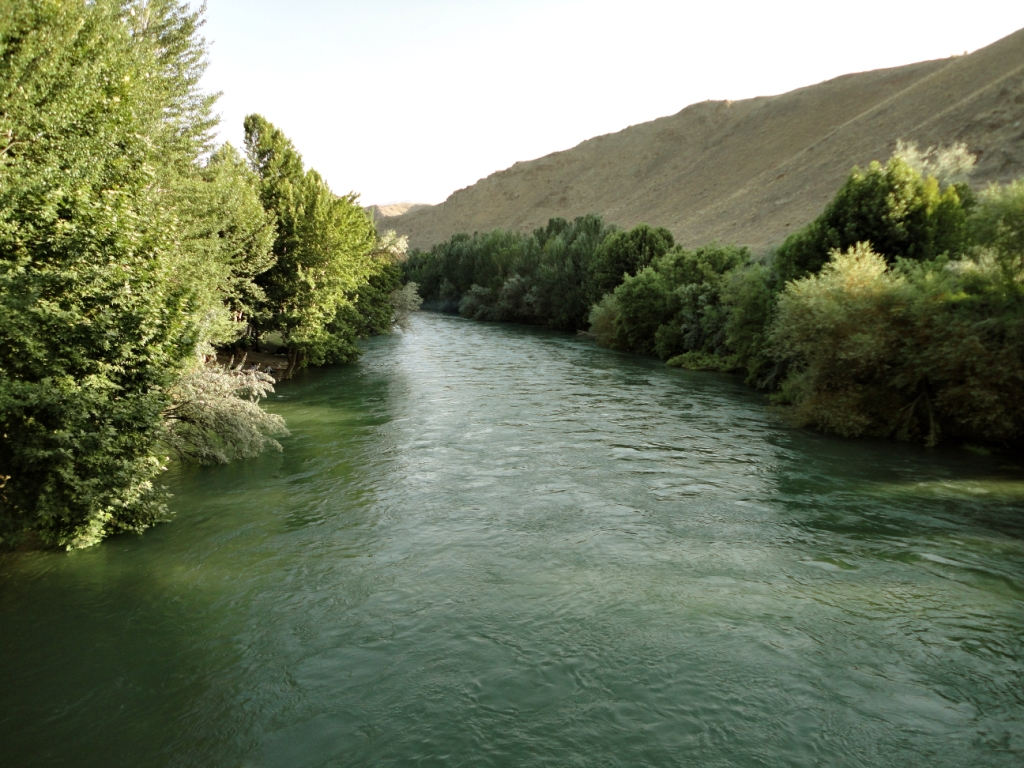
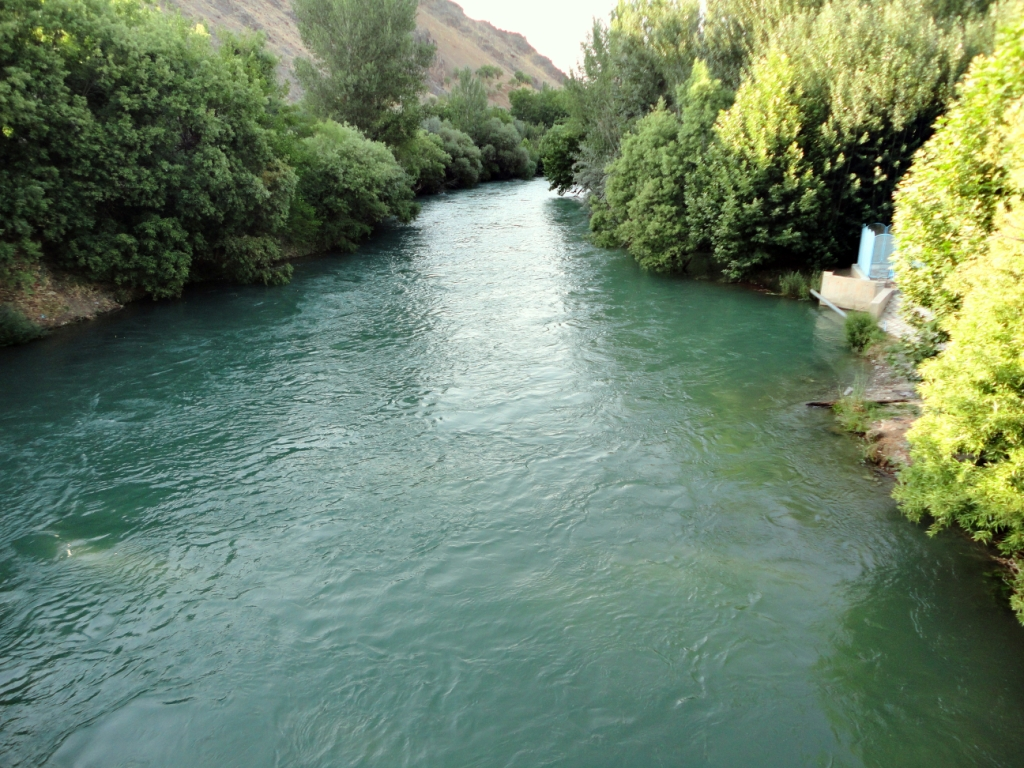